# Trakošćansko jezero
Trakošćansko jezero umjetno je jezero smješteno u sjeverozapadnom dijelu Hrvatskog zagorja, na dodiru Macelja, Ravne gore i Strahinjčice. Nalazi se uz istoimeni dvorac obitelji Drašković. Uz jezero se nalazi pomno oblikovani pejzažni park koji s uređenim livadama, raznovrsnim cvijećem i grmljem čini skladnu hortikularnu cjelinu. Jezero je dugo oko kilometar i pol, čija površina iznosi oko 17 hektara, a dubina oko 2,5 metra. Voda se ljeti ugrije i do 22 °C. U zimi se površina jezera zaleđuje i led na njoj ostaje oko tri mjeseca. Od samog nastanka jezero je imalo dvojaku funkciju - gospodarsku, kao ribnjak i estetsku, kao dekorativni element uobičajen u romantičarskoj parkovnoj arhitekturi. Uz samo jezero uređene su pješačke staze, koje taj prostor pretvaraju u jedinstveno šetalište. No jezero nema samo estetsku ulogu, već se u njemu prije nalazio ribnjak, potom mlin i pilana. I danas je bogato ribom, osobito pastrvskim grgečom, pa je omiljeno sastajalište športskih ribolovaca.